# Zdeno Štrba
Zdeno Štrba, né le 9 juin 1976 à Krásno nad Kysucou, est un footballeur international slovaque évoluant au poste de milieu de terrain défensif.

## Biographie
Zdeno Štrba évolue au club slovaque du FK Matador Púchov de 1998 à 2002. Il joue ensuite de 2003 à 2009 au MŠK Žilina pour ensuite rejoindre le club grec du Skoda Xanthi.
Il est sélectionné en équipe de Slovaquie de football où il joue vingt-six matches.

## Palmarès
Avec le MŠK Žilina
- Champion de Slovaquie en 2003, 2004, 2007 et 2012
- Vainqueur de la Supercoupe de Slovaquie de football en 2003, 2004 et 2007.

## Équipe nationale
Il dispute la Coupe du monde 2010 avec la sélection slovaque (3 matchs).